# Zaječická hořká

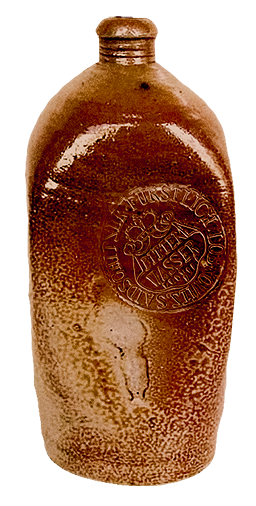
Kameninový džbánek s logem: Fürstlich Lobkowitz Saidschitzer Bitter Wasser z 18. století

Zaječická hořká (původně a po většinu doby známá a označovaná plným názvem jako Zaječická hořká voda, německy Saidschitzer Bitterwasser) je výtěžek z přírodního léčivého zdroje, podle starší české legislativy minerální voda silně mineralizovaná pro léčebné využití pramenící v Českém středohoří u vsi Zaječice u Bečova.
Hořkosolné prameny se jímají a rozesílají od počátku 18. století a vyznačují se projímavým efektem (rozpouští obsah střev), nedráždivým a zánětům zabraňujícím účinkem. Voda může sloužit jako regulativ zažívání a je přírodním zdrojem síranu hořečnatého (hořká či epsomská sůl), díky čemuž se užívá pro svůj detoxikační efekt. Jedná se o přírodní léčivý zdroj vody, definovaný lázeňským zákonem 164/2001 Sb.

## Historie
Voda z této lokality byla také v historii nazývána podle obcí z bezprostřední blízkosti, neboť není možné jednoznačně říci, zda prameniště je blíže obci Sedlec, Korozluky nebo Zaječice. Podle názvu exportního názvu Sedlitz Bitter Wasser (Lobkovické panství mělo tyto studny pronajaté od rytířského řádu křižovníků v Sedlci) byl na konci 19. století po celém světě rozšířený preparát Seidlitz powders, který ovšem neměl se zdejšími prameny nic společného a pouze využíval známé jméno vody a s ním spojené účinky. Mnoho světově uznávaných balneologů aktivně bojovalo proti používání jména Sedlec v označení těchto prášků s důrazem na jejich odlišné složení.
Nejstarší písemné zprávy o Zaječicích jsou z roku 1413. V pozdějších dobách úrodná půda v okolí na sebe soustředila zájem bílinského panství Lobkoviců, kteří Zaječice spolu s Bečovem vlastnili až do konce první světové války. Ves byla zasažena válečnými událostmi již v 15. století a znovu později během třicetileté války, kdy byla jako ostatní v okolí vypálena, zpustošena a znovu obnovena.

### Objevení pramenů hořké vody
Změnu do zemědělského charakteru Zaječic a okolí přineslo 18. století. Tehdy poblíž sousední vesnice Sedlec, na panství rytířského řádu křižovníků s červenou hvězdou, objevil známý lékař a balneolog Dr. Friedrich Hoffmann (osobní lékař pruského panovníka) takzvanou hořkou vodu. Roku 1717 byl vyslán hledat alternativu velmi oblíbené anglické Epsomské soli, jejíž zdroje byly již vyčerpány. Hoffmann svůj nález publikoval roku 1725 v knize Des zu Sedlitz in Böhmen neuentdeckten bittern purgierenden Brunnens“, který vzbudil značný zájem, neboť Hoffmann označil odpařováním získanou sůl z této vody za shodnou s hořkou solí z Epsomu v Anglii, všeobecně známou a vyhledávanou. V knize uvádí i postřeh, že podobný hořkosolný pramen se na území tehdejšího Německa nenachází. Okolo roku 1720 zakoupil Hoffmann od českého majitele lékárnu v lázeňském městě Teplice, kde se velmi brzy stala voda nedílnou součástí lázeňské léčby.
Tento lékař, žijící v letech 1660–1742, jako jeden z prvních poznal léčivé účinky různých minerálních vod při jednotlivých chorobách a svůj celý život zaměřil na hledání těchto pramenů. Hoffmann se pohyboval především v oblasti podkrušnohorské, ale i jinde, na Šporkově panství u Kuksu, a jemu vděčí značnou měrou za známost řada předních českých zřídel. Tehdejší lékaři doporučili pití hořké vody i jako lék proti nechutenství, otylosti, chorobách žaludku, žlučníku, proti kornatění tepen, při kožních chorobách, ale i v neurologii.
Na práci doktora Hoffmanna navázali další významní balneologové pozdějšího Rakousko-Uherska, jako například Josef Vilém z Löschneru, František Ambrož Reuss (1761–1830) a později jeho syn, česko-rakouský lékař, balneolog, mineralog, geolog, přírodovědec a paleontolog August Emanuel Reuss (1811–1873). Oba Reussové mají v areálu lázní Bílina velký památník, věnovaný občany města pro jejich přínos rozvoji lázeňství.

### První obchody s hořkou vodou

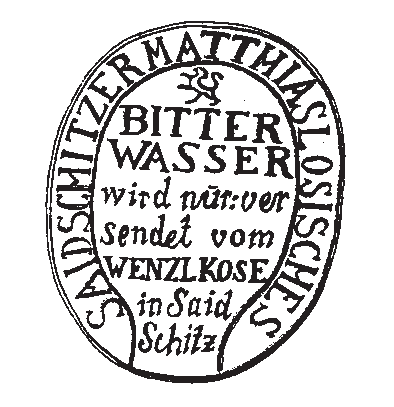
Znak Zaječické vody Matyáše Loseho

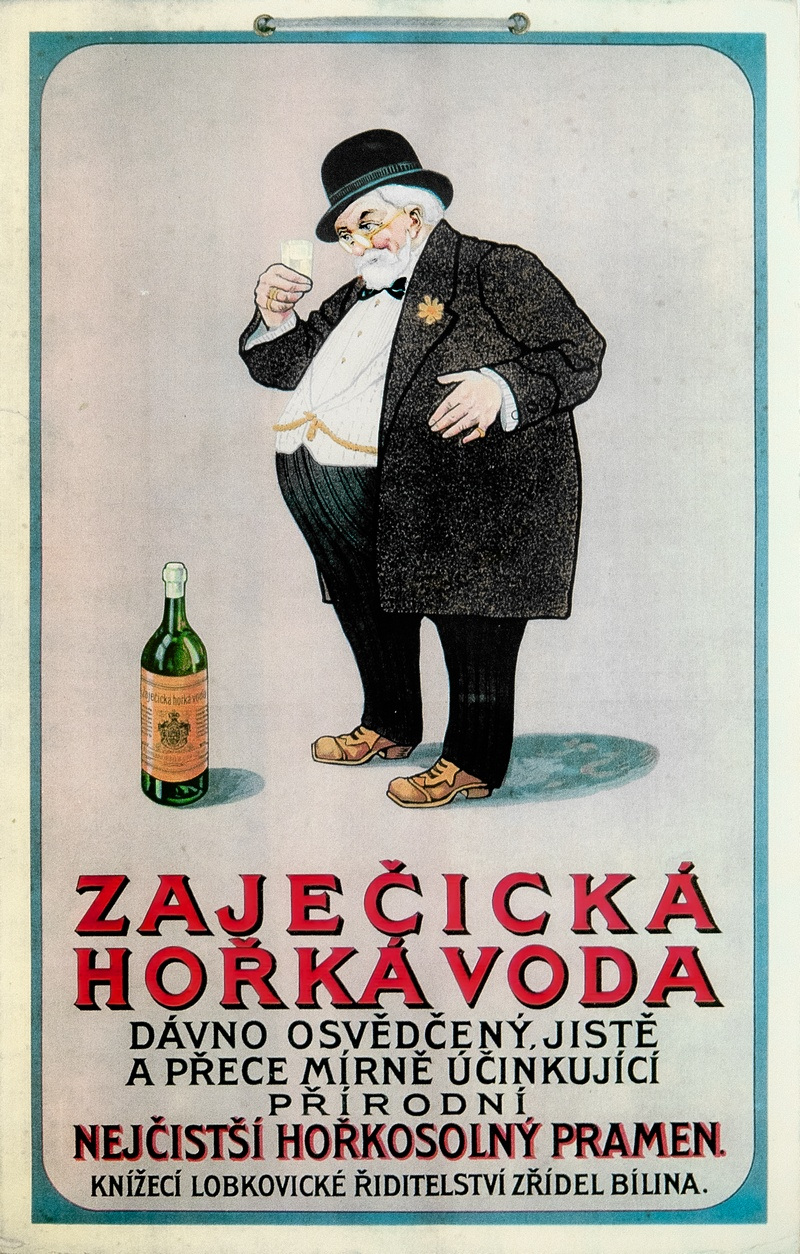
Secesní štítek pro lékárny a prodejny se Zaječickou hořkou vodou

Rozvoj zužitkování pramenů byl přerušen prusko-rakouskou válkou o Slezsko, kdy vysoké kontribuce nepřátelským jednotkám na území Mostecka a snaha o záchranu majetku odváděly pozornost od většího podnikání. Přesto však, když kolem roku 1770 zaječický rodák Matyáš Lose objevil na svých pozemcích hořkou vodu, začal ji čerpat a rozesílat. Způsob podnikání sedláků byl pak v této oblasti značně rozšířen. V podkrušnohorské oblasti šlo o první důlní činnost v tzv. selských šachtách. Matyáš Lose začal na svém podniku velmi brzy bohatnout a z výnosu prodeje hořké vody dal koncem roku 1780 vystavět kapli v Zaječicích, kterou zasvětil Ferdinandu Kastilskému.

### Pramenů se ujímá Lobkovické panství

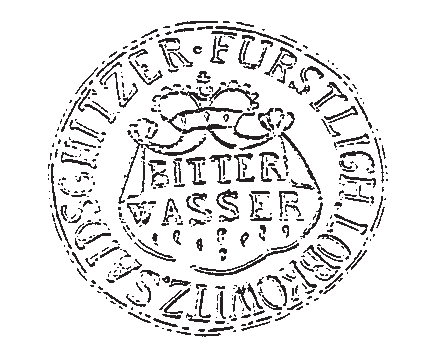
Označení Zaječické hořké vody Lobkovické knížecí stáčírny

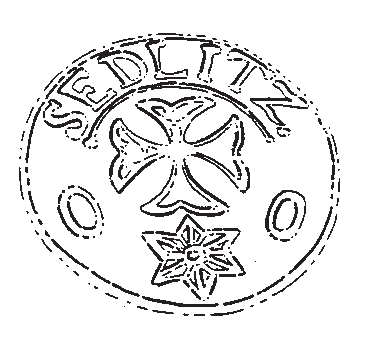
Označení sedlecké vody z pozemků křižovníků

Prameny hořké vody se staly významným zařízením. Voda se rozesílala v kamenných lahvích a řád Křižovníků plnil ve svém mateřském klášteře v Praze vodou tehdy vzácné láhve skleněné. Výnos z pramenů na sebe soustředil zájem lobkovického panství. Roku 1781 byla provedena evidence studen, soukromé studny malých sedláků byly zrušeny a ve správě panství byly ponechány jen nejsilnější a nejbohatší. Bylo vyčištěno a odstraněno vše, co by vodě škodilo, zvláště přítok povrchových vod. Hořká voda byla pak plněna do značkovaných kameninových lahví. V evidenci bylo tou dobou u Zaječic 23 studní.
Také v okolí stoupal zájem o bohatství, které přinášely léčivé prameny. V sousedních Korozlukách, které koupili Helle a Mendel, nechali vykopat studnu s pramenem hořké vody, čerpali ji a rozesílali, a tak značně pozemky i dvůr finančně zhodnotili. Hořká voda se čerpala i v Rudolicích u Mostu v usedlosti Gut Kahn a vycházely zde o ní od roku 1826 až do první světové války propagační spisy. Ze stávajících zachovalých výstavních usedlostí v Zaječicích je patrno, že si osada vytvořila lázeňský charakter. Dokladem jsou usedlosti čp. 1, 4, 10, 12, a 14.
V polovině 19. století došlo v některých usedlostech k výstavbě bytů pro námezdní dělníky s rodinami. Starost o zaječickou vodu převzalo později výhradně panství Lobkowiczů. Pro snazší transport se voda zahušťovala odpařováním a v koncentraci stanovené na 33 gramů solí na litr se stávala účinným lékem. V první polovině 19. století byla zaječická oblast hlavním evropským dodavatelem hořkých vod pro léčebné účely a Zaječická hořká voda získala pověst nejčistšího hořkosolného pramene.[zdroj?]

### Současnost
V současnosti[kdy?] se zdroj využívá k výrobě balené léčivé vody Zaječická hořká, určené pro tuzemský trh (lékárny) a export. Vyváží do Asie (například do Číny), Ruska a USA. Využívání přírodního léčivého zdroje Zaječické hořké je regulováno Českým inspektorátem lázní a zřídel, spadajícím pod Ministerstvo zdravotnictví České republiky.

### Obchodní název
Voda je od 18. století známá pod názvem Saidschitzer nebo Sedlitz Water či Bitterwater (zaječická nebo sedlická hořká voda). V češtině se ustálilo označení „Zaječická hořká voda“, v němčině Saidschitzer Bitterwater (v této podobě označení doloženo již roku 1781). V němčině převládlo označení podle Zaječic (Saidschitz) mimo jiné kvůli slovní hříčce, protože německé přídavné jméno zaječický (saidchitzer) bylo využito jako slovní hříčka v reklamním sloganu „Said Schützer eurer Gesundheit, Saidschitz“. Zhruba s přechodem ze skleněných lahví na plastové bylo české označení „Zaječická hořká voda“ na etiketách zkráceno na „Zaječická hořká“, tento zkrácený název se začal objevovat i v propagaci, v textech na webu výrobce i distributorů je však nadále hojně zmiňováno i původní plné označení. Německé a anglické verze názvu se zkrácení názvu nedotklo. 
Pro export do anglofonních zemí se tradičně používá název založený na německém názvu vsi Sedlice (Sedlitz), protože Zaječice (Saidchitz) by byly obtížnější na výslovnost.

## Vznik a vlastnosti Zaječické
Oblast výskytu hořké vody se nachází na rozhraní katastrálních území Zaječice u Bečova, Vtelno, Korozluky a Sedlec u Obrnic. Širší území s výskytem hořkých pramenů však sahá od Volevčic k Lenešicím a dále ke Třtěnu, Vojnici až k Čížkovicím. Hlavní jímací zařízení se nachází na jihovýchodním úpatí Křemencového vrchu. Hořká voda zde vzniká pomalým prosakováním vody málo propustnými svrchnoturonskými slínovci, přičemž dochází k oxidaci pyritu a vzniká kyselina sírová. Kyselina se rozkládá na uhličitany a oxid uhličitý, který podporuje další zvětrávací procesy. Voda se tak obohacuje o ionty hořčíku a sodíku.
Zaječická voda patří mezi sírano-hořečnaté vody. Obsah rozpuštěných minerálů se mění podle přesného umístění pramene. Před plněním do lahví se voda uměle zahušťuje na měrnou hmotnost 1,037–1,039 kg·l−1. Podle již neplatné normy ČSN 86 8000 obsahovala přibližně 2158 mg·l−1 sodíku a 5485 mg·l−1 hořčíku.